# HD144991
HD144991 — хімічно пекулярна зоря спектрального класу
B8 й має видиму зоряну величину в смузі V приблизно  9,7.

## Пекулярний хімічний склад
Зоряна атмосфера HD144991 має підвищений вміст 
Si
.